# رودلف دوم
رودلف دوم (آلمانی: Rudolf II؛ زادهٔ ۱۸ ژوئیهٔ ۱۵۵۲ – درگذشته ۲۰ ژانویهٔ ۱۶۱۲) از دودمان هابسبورگ، امپراتور مقدس روم، پادشاه مجارستان، کرواسی، بوهم و آرشیدوک اتریش بود. مورخان جنگ سی‌ساله را که پس از پادشاهی وی رخ داد پیامد خطاهای سیاسی او می‌دانند. او پشتیبان هنر و انقلاب علمی بود.

## زندگی
در وین چشم به جهان گشود و بزرگ‌ترین پسر ماکسیمیلیان دوم و ماریای اسپانیا دختر کارل پنجم بود. رودلف از نه تا یازده سالگی را در بارگاه عمویش فلیپه دوم در اسپانیا به سر برد و سپس به وین بازگشت.

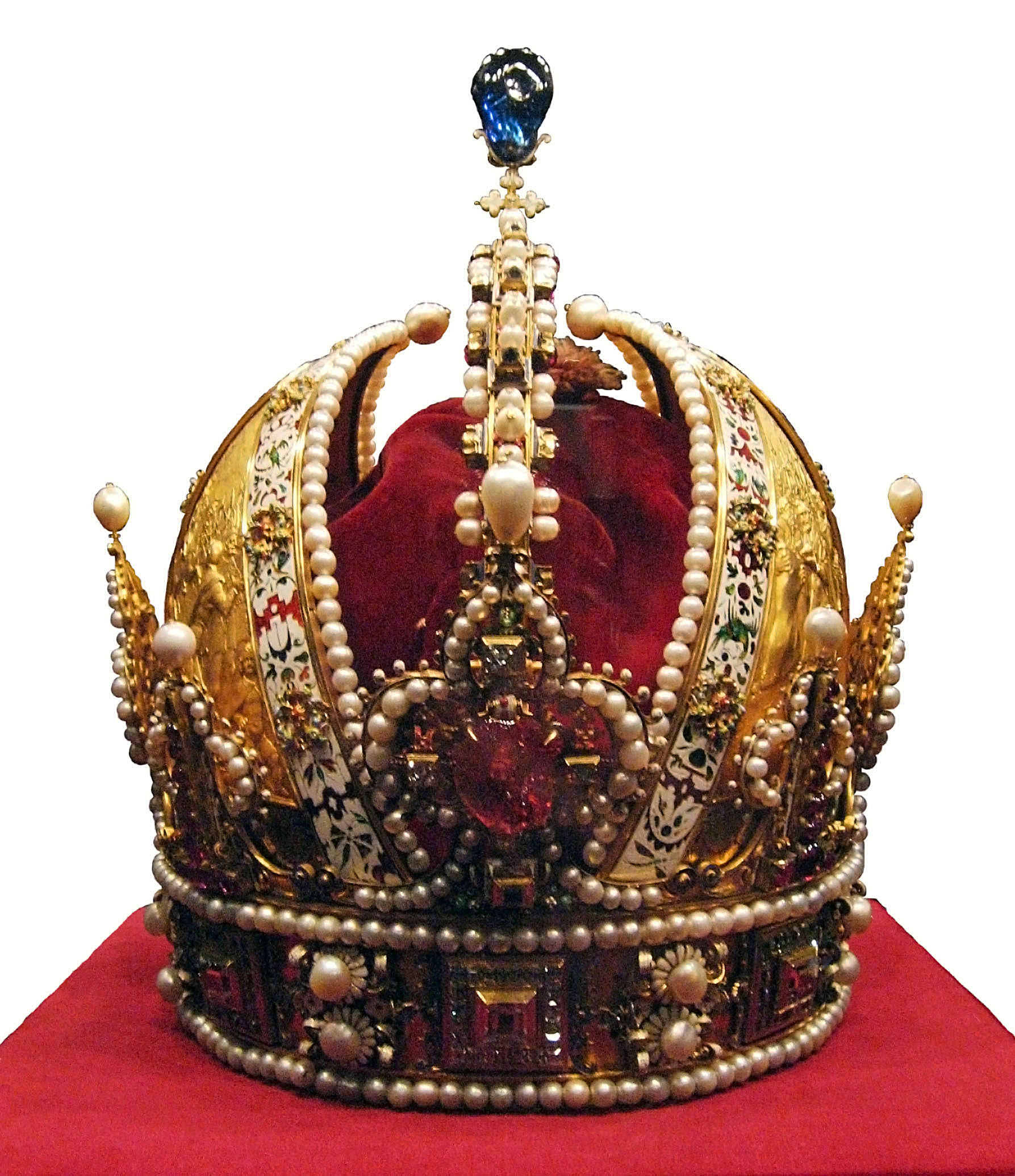
تاج رودلف دومرودلف

او از جوانی گرفتار سودازدگی بود و خانه‌نشینی را به گشت و گذار ترجیح می‌داد. او همچون شهبانوی هم روزگارش در انگلستان، الیزابت یکم هرگز تن به زناشویی نداد؛ این سبب شده تا برخی به همجنس‌گرایی او گمان برند. اگرچه زمزمه‌هایی از روابط پنهانی‌اش با زنان و حتی باردارشدن برخی از آنان به گوش می‌رسید.
گروهی تاریخ‌نگاران بر این باورند که توجه بسیار او به دانش‌های و هنر سبب لغزش‌های سیاسی او گردید. وی با اینکه بخش مهمی از زندگی‌اش را در دربار عموی کاتولیکش فیلیپ در اسپانیا گذراند، ولی تعصب مذهبی نداشت. او هواخواه آشتی و انسان‌گرایی بود.
در تاریخ روابط میان ایران و آلمان اینطور نقل می‌کنند که او گروه اعزامی از سوی شاه‌عباس صفوی را در شهر پراگ به حضور پذیرفت و همچنین پس از انعقاد قرارداد صلح ضد عثمانی با هابسبورگ در سال ۱۶۰۰ میلادی، گروهی را به منظور همکاری نظامی عازم ایران کرده‌است، که از میان آنها تنها یک نفر به نام تکتاندر فون‌دریابل به دربار صفوی رسیده‌است.
از رخدادهای زمان او جنگ با عثمانی بود. در جریان این جنگ سرسختانه مجارها در ۱۶۰۴ میلادی از جنگ خارج‌شده و به رهبری ایشتوان بوچکائی بر رودلف شوریدند. خاندان او به وی فشار آوردند تا برادر کوچکترش ماتیاس را برای دفع شورش گسیل دارد و امور آن سامان را بدو بسپارد. ماتیاس با مجارها در ۱۶۰۶ و سپس با ترکان صلح نمود. این اقدام رودلف را خشمگین نمود. در آینده برخوردهای میان دو برادر شدیدتر شد و سرانجام رودلف ناچار شد تا پادشاهی بوهم را به ماتیاس بسپارد. تا نُه ما پیش از مرگ او جز لقب امپراتوری چیزی را یدک نمی‌کشید و همهٔ قدرت خود را به برادر واگذار کرده‌بود.